# Tampa Bay Rays

Cap Logo

Tampa Bay Rays is een Amerikaanse honkbalclub uit Saint Petersburg, Florida. De club werd opgericht in 1998. In november 2007 werd de naam veranderd van Tampa Bay Devil Rays naar Tampa Bay Rays.
De Rays spelen hun wedstrijden in de Major League Baseball. De club komt uit in de Eastern Division van de American League. Het stadion van de Tampa Bay Rays heet Tropicana Field. In het seizoen 2007 waren de Rays nog de slechtste MLB-ploeg, in het seizoen 2008 haalden ze voor de eerste keer de World Series, die verloren zijn gegaan aan de Philadelphia Phillies, het werd 4 - 1.

## Rays Hall Of Famers
Van 1998 t/m 2007 als Tampa Bay Devil Rays, en van 2008 t/m heden als Tampa Bay Rays.

Tussen haakjes: jaren actief bij de club.
| Speler - Wade Boggs (1998 - 1999) | Manager / Coach - Don Zimmer (Coach 2004 - 2014) |

## Overige bekende oud Rays spelers
| - Carl Crawford (2002 - 2010) - Aubrey Huff (2000 - 2006) - Fred McGriff (1998 - 2001, 2004) - Dioner Navarro (2006 - 2010) - Carlos Peña (2007 - 2010, 2012) | - James Shields (2006 - 2012) - B.J. Upton (2004, 2006 - 2012) - Dan Wheeler (1999 - 2001, 2007 - 2010) |

## Contact
- Tampa Bay Rays, Tropicana Field, 1 Tropicana Drive, St. Petersburg, FL 33705 (U.S.A.)

## Front Office
- Owner: Stuart Sternberg
- President: Brian Auld
- Manager: Kevin Cash
- General Manager: Erik Neander
- President of Baseball Operations: Matthew Silverman

## Erelijst
Van 1998 t/m 2007 als Tampa Bay Devil Rays, en van 2008 t/m heden als Tampa Bay Rays.
- Runners-up World Series (2×): 2008, 2020
- Winnaar American League (2×): 2008, 2020
- Winnaar American League East (4×): 2008, 2010, 2020, 2021
- Winnaar American League Wild Card (van 1994 t/m heden) (4×): 2011, 2013, 2019, 2020
- American League Wild Card Game (van 2012 t/m 2019 en 2021) (2×): 2013, 2019
- American League Wild Card Series (2020 en sinds 2022) (3×): 2020, 2022, 2023

## Seizoensoverzicht
| Seizoen              | Niveau | League | Divisie | Eindstand | Gewonnen | Verloren | Win. Percentage | Achterstand | Postseason (Playoffs) | Awards                                                                                            |
| -------------------- | ------ | ------ | ------- | --------- | -------- | -------- | --------------- | ----------- | --- | ------------------------------------------------------------------------------------------------- |
| Tampa Bay Devil Rays |        |        |         |           |          |          |                 |             | |                                                                                                   |
| 1998                 | MLB    | AL     | East    | 5         | 63       | 99       | .389            | 51          | - | -                                                                                                 |
| 1999                 | MLB    | AL     | East    | 5         | 69       | 93       | .426            | 29          | - | -                                                                                                 |
| 2000                 | MLB    | AL     | East    | 5         | 69       | 92       | .429            | 18          | - | -                                                                                                 |
| 2001                 | MLB    | AL     | East    | 5         | 62       | 100      | .383            | 34          | - | -                                                                                                 |
| 2002                 | MLB    | AL     | East    | 5         | 55       | 106      | .342            | 48          | - | -                                                                                                 |
| 2003                 | MLB    | AL     | East    | 5         | 63       | 99       | .389            | 38          | - | -                                                                                                 |
| 2004                 | MLB    | AL     | East    | 4         | 70       | 91       | .435            | 30½         | - | -                                                                                                 |
| 2005                 | MLB    | AL     | East    | 5         | 67       | 95       | .414            | 28          | - | -                                                                                                 |
| 2006                 | MLB    | AL     | East    | 5         | 61       | 101      | .377            | 36          | - | -                                                                                                 |
| 2007                 | MLB    | AL     | East    | 5         | 66       | 96       | .407            | 30          | - | Carlos Peña (MLB Comeback Player of the Year Award)                                               |
| Tampa Bay Rays       |        |        |         |           |          |          |                 |             | |                                                                                                   |
| 2008                 | MLB    | AL     | East    | 1         | 97       | 95       | .599            | -           | Winnaar ALDS vs. White Sox 3 - 1 Winnaar ALCS vs. Red Sox 4 - 3 Verliezer WS vs. Phillies 1 - 4                               | Joe Maddon (MLB NL Manager of the Year Award) Evan Longoria (MLB NL Rookie of the Year Award)     |
| 2009                 | MLB    | AL     | East    | 3         | 84       | 78       | .519            | 19          | - | -                                                                                                 |
| 2010                 | MLB    | AL     | East    | 1         | 96       | 66       | .593            | -           | Verliezer ALDS vs. Rangers 2 - 3                                                                                              | -                                                                                                 |
| 2011                 | MLB    | AL     | East    | 2         | 91       | 71       | .562            | 6           | Verliezer ALDS vs. Rangers 1 - 3                                                                                              | Joe Maddon (MLB NL Manager of the Year Award) Jeremy Hellickson (MLB NL Rookie of the Year Award) |
| 2012                 | MLB    | AL     | East    | 3         | 90       | 72       | .556            | 5           | - | David Price (MLB NL Cy Young Award) Fernando Rodney (MLB Comeback Player of the Year Award)       |
| 2013                 | MLB    | AL     | East    | 2         | 92       | 71       | .564            | 5½          | Winnaar ALWC vs. Indians Verliezer ALDS vs. Red Sox 1 - 3                                                                     | Wil Myers (MLB NL Rookie of the Year Award)                                                       |
| 2014                 | MLB    | AL     | East    | 4         | 77       | 85       | .475            | 19          | - | -                                                                                                 |
| 2015                 | MLB    | AL     | East    | 4         | 80       | 82       | .494            | 13          | - | -                                                                                                 |
| 2016                 | MLB    | AL     | East    | 5         | 68       | 94       | .420            | 25          | - | -                                                                                                 |
| 2017                 | MLB    | AL     | East    | 3         | 80       | 82       | .494            | 13          | - | -                                                                                                 |
| 2018                 | MLB    | AL     | East    | 3         | 90       | 72       | .556            | 18          | - | Blake Snell (MLB NL Cy Young Award)                                                               |
| 2019                 | MLB    | AL     | East    | 2         | 96       | 66       | .593            | 7           | Winnaar ALWC vs. Athletics Verliezer ALDS vs. Astros 2 - 3                                                                    | -                                                                                                 |
| 2020                 | MLB    | AL     | East    | 1         | 40       | 20       | .667            | -           | Winnaar ALWCS vs. Blue Jays 2 - 0 Winnaar ALDS vs. Yankees 3 - 2 Winnaar ALCS vs. Astros 4 - 3 Verliezer WS vs. Dodgers 2 - 4 | Kevin Cash (MLB NL Manager of the Year Award)                                                     |
| 2021                 | MLB    | AL     | East    | 1         | 100      | 62       | .617            | -           | Verliezer ALDS vs. Red Sox 1 - 3                                                                                              | -                                                                                                 |
| 2022                 | MLB    | AL     | East    | 3         | 86       | 76       | .531            | 13          | - | -                                                                                                 |